# 2024年至2025年中國花樣滑冰賽季
2024/25中國花樣滑冰賽季由2024年7月8日開始，預定2025年4月結束。在這個賽季裡，選手將參加由中國花樣滑冰協會舉辦的俱樂部聯賽和各年齡組的全錦賽，獲取積分參加賽季末舉行的冠軍賽，部分選手更有機會經国家体育总局冬季运动管理中心審核後參加國際比賽。

## 國內賽事一覽

### 全國性賽事
| 俱樂部聯賽 | 全國錦標賽 | 邀請類型賽事 |

| 舉辦日期             | 比賽                                    | 組別                           | 舉辦地       | 備註                                     | 資料來源 |
| -------------------- | --------------------------------------- | ------------------------------ | ------------ | ---------------------------------------- | -------- |
| 2024年7月8-11日      | 2024/25年度中國花樣滑冰俱樂部聯賽第一站 | 成年組、青年組、少年組、隊列滑 | 陝西省西安市 | 國際滑聯青年大獎賽雙人滑選拔賽           |          |
| 2024年7月15-19日     | 2024/25年度中國花樣滑冰俱樂部聯賽第二站 | 成年組、青年組、少年組、隊列滑 | 遼寧省瀋陽市 |                                          |          |
| 2024年7月22-26日     | 2024/25年度中國花樣滑冰俱樂部聯賽第三站 | 成年組、青年組、少年組、隊列滑 | 山東省青島市 |                                          |          |
| 2024年7月29-8月2日   | 2024/25年度中國花樣滑冰俱樂部聯賽第四站 | 成年組、青年組、少年組、隊列滑 | 浙江省嘉興市 | 國際滑聯青年大獎賽男單、女單、冰舞選拔賽 |          |
| 2024年8月5-9日       | 2024/25年度中國花樣滑冰俱樂部聯賽第五站 | 成年組、青年組、少年組、隊列滑 | 四川省成都市 | 國際滑聯大獎賽中國杯選拔賽               |          |
| 2024年8月14-18日     | 2024/25年度中國花樣滑冰俱樂部聯賽總決賽 | 成年組、青年組、少年組、隊列滑 | 北京市       |                                          |          |
| 2024年11月8-12日     | 2024/25年度中國花樣滑冰少年錦標賽       | 少年組                         | 吉林省吉林市 |                                          |          |
| 2024年11月13-15日    | 2024/25年度中國花樣滑冰青年錦標賽       | 青年組                         | 吉林省吉林市 |                                          |          |
| 2024年11月29-12月1日 | 2024/25年度中国花样滑冰锦标赛           | 成年組                         | 河北省承德市 | 2025年亚冬会选拔赛                       |          |
| 2025年1月18-19日     | 2024/25年度中国花样滑冰冠军賽           | 成年組                         | 河南省鄭州市 |                                          |          |
| 2025年3月21-23日     | 2024/25年度全國花样滑冰队列滑大奖赛     | 隊列滑                         | 河南省鄭州市 |                                          |          |

### 省、市、自治區、特別行政區賽事
| 省運會 | 省/市錦標賽 | 特別行政區錦標賽 | 俱樂部聯賽、冠軍賽或其他同類賽事 | 省/市學生賽事 | 其他賽事 |

| 舉辦日期    | 比賽                                                                                  | 級別                                                    | 舉辦地           | 冰場                                         | 资料来源 |
| ----------- | ------------------------------------------------------------------------------------- | ------------------------------------------------------- | ---------------- | -------------------------------------------- | -------- |
| 2024年      |                                                                                       |                                                         |                  |                                              |          |
| 4月14日     | 2024年北京市花样滑冰和队列滑联赛全明星站 2024年北京市青少年花样滑冰俱乐部联赛第一站   | 成年、青年、少年、兒童、幼童 隊列滑（成年、少年、兒童） | 北京市           | 北京市昌平區樂動力回龍觀體育中心全明星俱樂部 | [ 1 ]    |
| 6月1-2日    | 2024年北京市花样滑冰和队列滑联赛浩泰站 2024年北京市青少年花样滑冰俱乐部联赛第二站     | 成年、青年、少年、幼兒 隊列滑（成年、少年、兒童）       | 北京市           | 国家残疾人冰上运动比赛训练馆                 | [ 2 ]    |
| 6月8-9日    | 2024年北京市花样滑冰和队列滑联赛启迪站 2024年北京市青少年花样滑冰俱乐部联赛第三站     | 成人、成年、青年、少年、幼兒 隊列滑（少年、混合）       | 北京市           | 启迪冰雪体育中心B馆                          | [ 3 ]    |
| 8月11-12日  | 2024年北京市青少年花樣滑冰冠軍賽                                                      | 青年、少年                                              | 北京市           | 燕山冰上運動中心                             |          |
| 8月28-30日  | 广东省青少年花样滑冰锦标赛                                                            | 成年、青年、少年                                        | 广东省深圳市     | 深圳龙岗昆仑鸿星冰球馆                       | [ 4 ]    |
| 9月1日      | 上海市青少年花樣滑冰錦標賽                                                            | 青年、少年                                              | 上海市           | 普陀冰上運動中心                             |          |
| 9月16日     | 北京市青少年花樣滑冰錦標賽                                                            | 青年、少年                                              | 北京市           | 燕山冰上運動中心                             |          |
| 10月19-20日 | 浙江省青少年花樣滑冰錦標賽                                                            | 青年、少年                                              | 浙江省嘉興市     | 清華附中嘉興實驗學校清禾奧體中心             |          |
| 10月25-26日 | 2024年北京市花样滑冰和队列滑联赛万域芳菲站 2024年北京市青少年花样滑冰俱乐部联赛第四站 | 成年、青年、少年、兒童、幼童 隊列滑（成年、少年、兒童） | 北京市           | 万域芳菲冰場                                 |          |
| 11月19-20日 | 2024年黑龍江省花樣滑冰錦標賽                                                          | 成年、青年、少年                                        | 黑龍江省哈爾濱市 | 黑龍江省冰上訓練中心綜合館                   |          |
| 12月28日    | 2024年北京市青少年花式滑冰俱樂部聯賽總決賽                                            | 成年、青年、少年、兒童、幼童 隊列滑（成年、少年、兒童） | 北京市           | 世纪星国际冰雪体育中心A馆                    |          |

## 國際賽事一覽

### 運動員名單及成績
| 國際滑聯青年大獎賽 | 國際滑聯大獎賽 | A級賽事（世錦賽/世青賽/四大洲） | B級賽事、挑戰者賽或同類比賽 | 其他國際賽事 |

| 舉辦地       | 比賽                     | 舉辦日期       | 組別       | 男單                                                     | 女單                                                         | 雙人                                          | 冰舞                                                                        | R.                          |
| ------------ | ------------------------ | -------------- | ---------- | -------------------------------------------------------- | ------------------------------------------------------------ | --------------------------------------------- | --------------------------------------------------------------------------- | --------------------------- |
| 2024年       |                          |                |            |                                                          |                                                              |                                               |                                                                             |                             |
| 里加         | 青年大獎賽拉脫維亞站     | 8月29-30日     | 青年組     |                                                          |                                                              | 張嘉軒/黃一航（第一名）                       |                                                                             | [ 5 ]                       |
| 香港         | 亞洲花樣滑冰公開賽       | 9月2-3日       | 少年高齡組 |                                                          | 劉玉萱（第三名）                                             |                                               |                                                                             | [ 6 ]                       |
| 香港         | 亞洲花樣滑冰公開賽       | 9月3-4日       | 青年組     | 孫翊赫（第三名）                                         | 許琬笛（第一名） 張瑞陽（第四名）                            |                                               |                                                                             | [ 7 ] [ 8 ]                 |
| 香港         | 亞洲花樣滑冰公開賽       | 9月3-5日       | 成年組     | 戴大衛（第二名）                                         | 安香怡（第一名） 程佳盈（第五名）                            |                                               |                                                                             | [ 9 ] [ 10 ]                |
| 奧斯特拉瓦   | 青年大獎賽捷克站         | 9月5-6日       | 青年組     |                                                          |                                                              | 張軒綺/豐聞強（第一名）                       |                                                                             | [ 11 ]                      |
| 曼谷         | 青年大獎賽泰國站         | 9月11-14日     | 青年組     | 田桐赫（第三名）                                         | 王一涵（第一名）                                             |                                               |                                                                             | [ 12 ] [ 13 ]               |
| 格但斯克     | 青年大獎賽波蘭站         | 9月25-28日     | 青年組     |                                                          |                                                              | 張嘉軒/黃一航（第一名）                       | 於昕沂/劉天藝（第十一名）                                                   | [ 14 ] [ 15 ]               |
| 上海         | 上海超級杯               | 10月3-5日      | 成年組     | 戴大卫（第五名） 陈昱东（第六名）                        | 安香怡（第五名） 陈虹伊（第六名）                            | 杨易溪/邓舜阳（第三名）                       | 任俊霏/邢珈宁（第三名） 肖紫兮/何凌昊（第四名）                             | [ 16 ] [ 17 ] [ 18 ] [ 19 ] |
| 阿斯塔納     | 丹尼斯·丁紀念挑戰賽      | 10月3-4日      | 成年組     |                                                          | 朱易（第八名）                                               |                                               |                                                                             | [ 20 ]                      |
| 無錫         | 青年大獎賽中國站         | 10月10-12日    | 青年組     | 田桐赫（第二名） 趙啟涵（第八名） 張瑞洋（第十二名）     | 王一涵（第三名） 金書賢（第四名） 高詩棋（第七名）           |                                               | 于昕沂/刘天艺（第十名） 丁心艾/鄭翰翀（第十三名） 殷善潔/楊士銳（第十一名） | [ 21 ] [ 22 ] [ 23 ]        |
| 布達佩斯     | 布達佩斯獎盃賽           | 10月11-13日    | 成年組     |                                                          |                                                              |                                               | 任俊霏/邢珈宁（第十一名）                                                   | [ 24 ]                      |
| 尼斯         | 尼斯蔚藍海岸大都會獎杯賽 | 10月16-20日    | 成年組     |                                                          |                                                              |                                               | 任俊霏/邢珈宁（第九名） 肖紫兮/何凌昊（第十名） 林宇飛/高子健（第十五名）   | [ 25 ]                      |
| 布拉提斯拉瓦 | 內佩拉紀念獎盃賽         | 10月24-26日    | 成年組     |                                                          |                                                              |                                               | 肖紫兮/何凌昊（第十二名） 林宇飛/高子健（第十五名）                         | [ 26 ]                      |
| 昂热         | 大獎賽法國站             | 11月1-3日      | 成年組     | 金博洋（第八名）                                         |                                                              |                                               |                                                                             | [ 27 ]                      |
| 明斯克       | 白俄羅斯公開杯第三站     | 11月16-17日    | 成年組     |                                                          |                                                              |                                               | 張美紅/孟勃霖（第二名）                                                     | [ 28 ]                      |
| 重慶         | 大獎賽中國站             | 11月22-24日    | 成年組     | 戴大衛（第六名） 金博洋（第八名） 陳昱東（第十一名）     | 朱易（第九名） 安香怡（第十名） 陳虹伊（第十二名）           | 王瑀晨/朱磊（第八名）                         | 任俊霏/邢珈寧（第九名） 肖紫兮/何凌昊（第十名）                             | [ 29 ] [ 30 ] [ 31 ] [ 32 ] |
| 布達佩斯     | 聖誕老人杯               | 11月27-12月2日 | 青年組     |                                                          |                                                              |                                               | 于昕沂/刘天艺（第五名） 殷善洁/杨士锐（第六名） 孟令萱/陈朗（第九名）       | [ 33 ]                      |
| 格勒諾布爾   | 青年大獎賽總決賽         | 12月5-8日      | 青年組     |                                                          | 王一涵（第四名）                                             | 張嘉軒/黃一航（第一名）                       |                                                                             | [ 34 ] [ 35 ]               |
| 明斯克       | 白俄羅斯聯合杯           | 12月9-10日     | 成年組     |                                                          |                                                              |                                               | 張美紅/孟勃霖（第四名）                                                     | [ 36 ]                      |
| 2025年       |                          |                |            |                                                          |                                                              |                                               |                                                                             |                             |
| 南萨哈林斯克 | 中俄冬季青少年運動會     | 1月10-11日     | 青年組     | 韓文寶（退賽） 張瑞洋（退賽） 孫翊赫（第四名）           | 張瑞陽（第五名） 許琬笛（第六名） 王一涵（哈爾濱）（第四名） | 張軒綺/豐聞強（第二名） 郭蕊/張益文（第四名） | 殷善潔/楊士銳（第三名） 丁心艾/鄭翰翀（第四名）                             |                             |
| 索非亞       | 索非亞獎杯賽             | 1月10-11日     | 成年組     | 彭智銘（第二名）                                         |                                                              |                                               |                                                                             | [ 37 ]                      |
| 哈爾濱       | 2025年亞冬會             | 2月12-14日     | 成年組     | 陳昱東（第七名） 戴大衛（第四名）                        | 安香怡（第六名） 朱易（第五名）                              | 王瑀晨/朱磊（第五名）                         | 任俊霏/邢珈寧（第二名） 肖紫兮/何凌昊（第四名）                             |                             |
| 首爾         | 四大洲                   | 2月18-23日     | 成年組     | 戴大卫（第十三名） 陈昱东（第十七名） 彭智铭（第十五名） | 安香怡（第十三名） 朱易（第十五名） 陈虹伊（第十七名）       |                                               | 任俊霏/邢珈寧（第十二名） 肖紫兮/何凌昊（第十名）                           | [ 38 ] [ 39 ] [ 40 ]        |
| 德布勒森     | 世青賽                   | 2月24-3月2日   | 成年組     | 田桐赫（第十五名）                                       | 王一涵（第十二名）                                           | 張嘉軒/黃一航（第五名）                       | 殷善潔/楊士銳（第二十四名）                                                 | [ 41 ] [ 42 ] [ 43 ] [ 44 ] |
| 波士頓       | 世錦賽                   | 3月24–30日     | 成年組     | 戴大卫                                                   | 安香怡                                                       |                                               | 任俊霏/邢珈寧                                                               |                             |

### 獎牌獲得者
| 獎牌 | 比賽                                              | 獲得日期       | 獲得者        | 組別       | 項目       |
| ---- | ------------------------------------------------- | -------------- | ------------- | ---------- | ---------- |
| 金牌 | 2024-25国际滑冰联盟青少年花样滑冰大奖赛捷克站     | 2024年8月30日  | 張嘉軒/黃一航 | 青年組     | 雙人滑     |
| 金牌 | 2024年亞洲花樣滑冰公開賽                          | 2024年9月5日   | 許琬笛        | 青年組     | 女子單人滑 |
| 金牌 | 2024年亞洲花樣滑冰公開賽                          | 2024年9月5日   | 安香怡        | 成年組     | 女子單人滑 |
| 金牌 | 2024-25国际滑冰联盟青少年花样滑冰大奖赛拉脫維亞站 | 2024年9月6日   | 張軒綺/豐聞強 | 青年組     | 雙人滑     |
| 金牌 | 2024-25国际滑冰联盟青少年花样滑冰大奖赛泰國站     | 2024年9月13日  | 王一涵        | 青年組     | 女子單人滑 |
| 金牌 | 2024-25国际滑冰联盟青少年花样滑冰大奖赛波蘭站     | 2024年9月27日  | 張嘉軒/黃一航 | 青年組     | 雙人滑     |
| 金牌 | 2024-25国际滑冰联盟青少年花样滑冰大奖赛總決賽     | 2024年12月8日  | 張嘉軒/黃一航 | 青年組     | 雙人滑     |
| 銀牌 | 2024年亞洲花樣滑冰公開賽                          | 2024年9月5日   | 戴大衛        | 成年組     | 男子單人滑 |
| 銀牌 | 2024-25国际滑冰联盟青少年花样滑冰大奖赛中國站     | 2024年10月11日 | 田桐赫        | 青年組     | 男子單人滑 |
| 銀牌 | 白俄羅斯公開杯第三站                              | 2024年11月17日 | 張美紅/孟勃霖 | 成年組     | 冰舞       |
| 銀牌 | 第四屆中俄冬季青少年運動會                        | 2025年1月11日  | 張軒綺/豐聞強 | 青年組     | 雙人滑     |
| 銀牌 | 2025年索非亞獎杯賽                                | 2025年1月11日  | 彭智銘        | 成年組     | 男子單人滑 |
| 銀牌 | 2025年亞冬會                                      | 2025年2月12日  | 任俊霏/邢珈寧 | 成年組     | 冰舞       |
| 銅牌 | 2024年亞洲花樣滑冰公開賽                          | 2024年9月3日   | 劉玉萱        | 少年高齡組 | 女子單人滑 |
| 銅牌 | 2024年亞洲花樣滑冰公開賽                          | 2024年9月4日   | 孫翊赫        | 青年組     | 男子單人滑 |
| 銅牌 | 2024-25国际滑冰联盟青少年花样滑冰大奖赛泰國站     | 2024年9月14日  | 田桐赫        | 青年組     | 男子單人滑 |
| 銅牌 | 2024年上海超級杯                                  | 2024年10月4日  | 任俊霏/邢珈寧 | 成年組     | 冰舞       |
| 銅牌 | 2024年上海超級杯                                  | 2024年10月4日  | 楊易溪/鄧舜陽 | 成年組     | 雙人滑     |
| 銅牌 | 2024-25国际滑冰联盟青少年花样滑冰大奖赛中國站     | 2024年10月12日 | 王一涵        | 青年組     | 女子單人滑 |
| 銅牌 | 第四屆中俄冬季青少年運動會                        | 2025年1月11日  | 殷善潔/楊士銳 | 青年組     | 冰舞       |

## 國內賽事獎牌得主

### 成年組

#### 男子單人滑
| 比賽                      | 金牌                                  | 銀牌                                | 銅牌                              | 資料來源 |
| 2024/25年度俱樂部聯賽決賽 | 戴大衛 深圳崑崙鴻星冰球俱樂部有限公司 | 田桐赫 通化市青少年體育俱樂部       | 曲之博 北京龐清佟健國際滑冰俱樂部 | [ 45 ]   |
| 2024/25年度全國錦標賽     | 陳昱東 北京市冬季運動管理中心         | 戴大衛 深圳市文化廣電旅遊體育局     | 彭智銘 廣東省黃村體育訓練中心     | [ 46 ]   |
| 2024/25年度冠軍賽         | 戴大衛 深圳市文化廣電旅遊體育局       | 田桐赫 吉林省體育局冰上運動管理中心 | 陳昱東 北京市冬季運動管理中心     |          |

#### 女子單人滑
| 比賽                      | 金牌                                | 銀牌                                | 銅牌                                | 資料來源 |
| 2024/25年度俱樂部聯賽決賽 | 高詩棋 北京世紀星滑冰俱樂部有限公司 | 金書賢 北京世紀星滑冰俱樂部有限公司 | 張瑞陽 北京世紀星滑冰俱樂部有限公司 | [ 45 ]   |
| 2024/25年度全國錦標賽     | 金書賢 北京世紀星滑冰俱樂部有限公司 | 高詩棋 北京市冬季運動管理中心       | 王一涵 哈爾濱市冬季運動項目訓練中心 | [ 46 ]   |
| 2024/25年度冠軍賽         | 金書賢 北京市冬季運動管理中心       | 高詩棋 北京市冬季運動管理中心       | 劉玉萱 廣州市滑冰協會               |          |

#### 雙人滑
| 比賽                      | 金牌                                           | 銀牌                                         | 銅牌                                                 | 資料來源 |
| 2024/25年度俱樂部聯賽決賽 | 張嘉軒/黃一航 齊齊哈爾黑龍國際冰雪裝備有限公司 | 郭蕊/張益文 齊齊哈爾黑龍國際冰雪裝備有限公司 | 楊易溪/鄧舜陽 華潤置地（南寧）有限公司冰紛萬象滑冰場 | [ 45 ]   |
| 2024/25年度全國錦標賽     | 張嘉軒/黃一航 齊齊哈爾市冬季運動項目中心       | 張軒綺/豐聞強 齊齊哈爾市冬季運動項目中心     | 郭蕊/張益文 齊齊哈爾市冬季運動項目中心               | [ 46 ]   |
| 2024/25年度冠軍賽         | 張嘉軒/黃一航 齊齊哈爾市冬季運動項目中心       | 張軒綺/豐聞強 齊齊哈爾市冬季運動項目中心     | 郭蕊/張益文 齊齊哈爾市冬季運動項目中心               |          |

#### 冰舞
| 比賽                      | 金牌                                         | 銀牌                                              | 銅牌                                       | 資料來源 |
| 2024/25年度俱樂部聯賽決賽 | 任俊霏/邢珈寧 哈爾濱市冰奧之星滑冰輪滑俱樂部 | 李宣潼/Grigory Rodin 北京世紀星滑冰俱樂部有限公司 | 石尚/王新康 北京世紀星滑冰俱樂部有限公司   | [ 45 ]   |
| 2024/25年度全國錦標賽     | 任俊霏/邢珈寧 黑龍江省冰上訓練中心           | 肖紫兮/何凌昊 廣東省黃村體育訓練中心              | 林宇飛/高子健 吉林省體育局冰上運動管理中心 | [ 46 ]   |
| 2024/25年度冠軍賽         | 肖紫兮/何凌昊 廣東省黃村體育訓練中心         | 任俊霏/邢珈寧 黑龍江省冰上訓練中心                | 林宇飛/高子健 吉林省體育局冰上運動管理中心 |          |

### 青年組

#### 男子單人滑
| 比賽                      | 金牌                              | 銀牌                              | 銅牌                                                    | 資料來源 |
| 2024/25年度俱樂部聯賽決賽 | 陸鉑壬 北京龐清佟健國際滑冰俱樂部 | 李英瑞 哈爾濱市名將輪滑滑冰俱樂部 | 田桐赫 通化市青少年體育俱樂部                           | [ 45 ]   |
| 2024/25年度青年錦標賽     | 趙啟涵 北京市冬季運動管理中心     | 李英瑞 黑龍江省冰上訓練中心       | 王澤芯 齊齊哈爾市冬季運動項目中心（齊齊哈爾市滑冰學校） | [ 47 ]   |

#### 女子單人滑
| 比賽                      | 金牌                                | 銀牌                                | 銅牌                                | 資料來源 |
| 2024/25年度俱樂部聯賽決賽 | 金書賢 北京世紀星滑冰俱樂部有限公司 | 高詩棋 北京世紀星滑冰俱樂部有限公司 | 許琬笛 北京世紀星滑冰俱樂部有限公司 | [ 45 ]   |
| 2024/25年度青年錦標賽     | 金書賢 北京市冬季運動管理中心       | 王一涵 哈爾濱市冬季運動項目訓練中心 | 高詩棋 北京市冬季運動管理中心       | [ 47 ]   |

#### 雙人滑
| 比賽                      | 金牌                                                 | 銀牌                                                          | 銅牌                                         | 資料來源 |
| 2024/25年度俱樂部聯賽決賽 | 楊易溪/鄧舜陽 華潤置地（南寧）有限公司冰紛萬象滑冰場 | 張軒綺/豐聞強 齊齊哈爾黑龍國際冰雪裝備有限公司                | 郭蕊/張益文 齊齊哈爾黑龍國際冰雪裝備有限公司 | [ 45 ]   |
| 2024/25年度青年錦標賽     | 郭蕊/張益文 齊齊哈爾滑冰學校                         | 陳美珠妤/王志宇 北京世紀星滑冰俱樂部有限公司/齊齊哈爾滑冰學校 | -                                            | [ 47 ]   |

#### 冰舞
| 比賽                      | 金牌                                   | 銀牌                                         | 銅牌                                       | 資料來源 |
| 2024/25年度俱樂部聯賽決賽 | 於昕沂/劉天藝 通化市青少年體育俱樂部   | 殷善潔/楊士銳 奧佳滑冰俱樂部（西安）有限公司 | 丁心艾/鄭翰翀 北京世紀星滑冰俱樂部有限公司 | [ 45 ]   |
| 2024/25年度青年錦標賽     | 殷善潔/楊士銳 河北省體育局冬季運動中心 | 於昕沂/劉天藝 吉林省體育局冰上運動管理中心   | 孟令萱/陳朗 遼寧省體育局                   | [ 47 ]   |

## 資料來源
1. ↑  . 微博. 北京市滑冰协会.   [2024-06-13]. （原始内容存档于2024-06-13）.
2. ↑  . 微博. 北京市滑冰协会.   [2024-06-13]. （原始内容存档于2024-06-13）.
3. ↑  . 微博. 北京市滑冰协会.   [2024-06-13]. （原始内容存档于2024-06-13）.
4. ↑  苏荇. . 羊城晚报. 2024-08-31  [2024-08-31]. （原始内容存档于2025-01-20）.
5. ↑  . 國際滑聯.   [2024-08-30]. （原始内容存档于2024-08-30）.
6. ↑  . 國際滑聯.   [2024-09-03]. （原始内容存档于2025-01-20）.
7. ↑  . 國際滑聯.   [2024-09-05]. （原始内容存档于2025-01-20）.
8. ↑  . 國際滑聯.   [2024-09-05]. （原始内容存档于2025-01-20）.
9. ↑  . 國際滑聯.   [2024-09-05]. （原始内容存档于2025-01-07）.
10. ↑  . 國際滑聯.   [2024-09-05]. （原始内容存档于2025-01-07）.
11. ↑  . 國際滑聯.   [2024-09-06]. （原始内容存档于2024-11-14）.
12. ↑  . 國際滑聯.   [2024-09-14].
13. ↑  . 國際滑聯.   [2024-09-14].
14. ↑  . 國際滑聯.   [2024-09-28]. （原始内容存档于2024-10-05）.
15. ↑  . 國際滑聯.   [2024-09-29]. （原始内容存档于2024-10-05）.
16. ↑  . 國際滑聯.   [2024-10-05]. （原始内容存档于2024-12-27）.
17. ↑  . 國際滑聯.   [2024-10-04]. （原始内容存档于2024-12-22）.
18. ↑  . 國際滑聯.   [2024-10-04]. （原始内容存档于2024-12-22）.
19. ↑  . 國際滑聯.   [2024-10-04]. （原始内容存档于2024-12-23）.
20. ↑  . 哈薩克滑聯.   [2024-10-04]. （原始内容存档于2024-10-07）.
21. ↑  . 國際滑聯.   [2024-10-11]. （原始内容存档于2024-10-09）.
22. ↑  . 國際滑聯.   [2024-10-12]. （原始内容存档于2024-12-03）.
23. ↑  . 國際滑聯.   [2024-10-12]. （原始内容存档于2024-12-23）.
24. ↑  . 匈牙利滑聯.   [2024-10-13]. （原始内容存档于2024-11-13）.
25. ↑  . 法國滑聯.   [2024-10-17]. （原始内容存档于2024-12-22）.
26. ↑  . 國際滑聯.   [2024-10-29]. （原始内容存档于2025-01-26）.
27. ↑  . 國際滑聯.   [2024-11-03]. （原始内容存档于2024-11-07）.
28. ↑  . 白俄羅斯花樣滑冰協會.   [2024-11-17].
29. ↑  . 國際滑聯.   [2024-11-23]. （原始内容存档于2024-11-23）.
30. ↑  . 國際滑聯.   [2024-11-23]. （原始内容存档于2025-01-20）.
31. ↑  . 國際滑聯.   [2024-11-23]. （原始内容存档于2024-11-27）.
32. ↑  . 國際滑聯.   [2024-11-23]. （原始内容存档于2024-11-25）.
33. ↑  . 匈牙利滑聯.   [2024-12-05]. （原始内容存档于2024-12-05）.
34. ↑  . 國際滑聯.   [2024-12-07]. （原始内容存档于2024-12-25）.
35. ↑  . 國際滑聯.   [2024-12-07]. （原始内容存档于2024-12-10）.
36. ↑  . 白俄羅斯花樣滑冰協會.   [2024-12-10]. （原始内容存档于2024-12-08）.
37. ↑  . 索非亞獎杯賽.   [2024-01-09]. （原始内容存档于2025-01-20）.
38. ↑  . 國際滑聯.   [2025-02-26].
39. ↑  . 國際滑聯.   [2025-02-26].
40. ↑  . 國際滑聯.   [2025-02-26].
41. ↑  . 國際滑聯.   [2025-03-02].
42. ↑  . 國際滑聯.   [2025-03-02].
43. ↑  . 國際滑聯.   [2025-03-02].
44. ↑  . 國際滑聯.   [2025-03-02].
45. 1 2 3 4 5 6 7 8  . 微信. 中國花樣滑冰協會.   [2024-09-08]. （原始内容存档于2025-01-20）.
46. 1 2 3 4  . 光明網. 央视体育.   [2024-12-05]. （原始内容存档于2025-01-20）.
47. 1 2 3 4  . 微信. 中國花樣滑冰協會.   [2024-11-16]. （原始内容存档于2024-12-21）.